# Andrzej Pawłowski (polityk)
Andrzej Pawłowski (ur. 26 maja 1956 w Świebodzinie) – polski nauczyciel i polityk, poseł na Sejm RP I kadencji.

## Życiorys
Ukończył studia na Wydziale Filologii Polskiej i Klasycznej Uniwersytetu im. Adama Mickiewicza w Poznaniu w 1988, uzyskując tytuł zawodowy nauczyciela. Jest nauczycielem języka polskiego. Działał w ROAD i Unii Demokratycznej. W 1991 z listy UD uzyskał mandat posła na Sejm I kadencji w okręgu Kalisz. Zasiadał w Komisji Edukacji, Nauki i Postępu Technicznego oraz Komisji Polityki Społecznej, a także w sześciu podkomisjach.
W 2012 otrzymał Złoty Krzyż Zasługi.